# Per Ammitzbøll
Per Ammitzbøll (født 4. maj 1931, død 10. november 1998) var en dansk erhvervsleder, der fra 1981 til 1991 var administrerende direktør for teleselskabet KTAS.
Per Ammitzbøll havde foruden sin civile karriere tjent i Forsvaret og var major. Han var fra 1983 til 1995 formand for De samvirkende danske Forsvarsbroderselskaber og blev i 1991 tildelt Forsvarsbrødrenes Æreskors.
Han var desuden ridder af Dannebrog.